# Xylotrechus sikangensis
Xylotrechus sikangensis är en skalbaggsart som beskrevs av J. Linsley Gressitt 1942. Xylotrechus sikangensis ingår i släktet Xylotrechus och familjen långhorningar. Inga underarter finns listade i Catalogue of Life.